# 山岸凉子
山岸 凉子（やまぎし りょうこ、1947年〈昭和22年〉9月24日 - ）は、日本の漫画家。北海道空知支庁管内（空知郡）上砂川町出身。北海道札幌旭丘高等学校、北海道女子短期大学（現・北翔大学短期大学部）美術科卒業。名を「涼子」（さんずいの涼）と書くのは誤りで「凉子」（にすい）が正しい。萩尾望都・大島弓子・竹宮惠子らと共に「花の24年組」と呼ばれる一人。
1969年、「レフトアンドライト」で、漫画家デビュー。1971年から連載されたバレエ漫画『アラベスク』で注目され、1980年から連載された『日出処の天子』は、1983年に第7回講談社漫画賞を受賞した。1977年から連載された『妖精王』は、1988年にアニメ化。2000年から『舞姫 テレプシコーラ』の連載を開始し、同作で、2007年に第11回手塚治虫文化賞マンガ大賞を受賞した。

## 来歴
北海道上砂川町出身の両親の元に生まれる。2歳上の兄と、1歳下の妹がいる。三井鉱山の社員であった父親の転勤に伴い、2歳で函館、小学校3年生で小樽、中学2年生で札幌に転居する。札幌に転居後、母親が大病を患い入院する。
市立札幌旭丘高校2年生のとき、妹がたまたま買ってきた漫画雑誌に掲載されていた里中満智子のデビュー作をみて、自分と同じ年齢の人がデビューしていることに衝撃を受け漫画家を志す。高校3年生のときに母親が死去する。
1968年3月、北海道女子短期大学美術科を卒業、4月からアルバイトを始め、貯めたお金で東京に行き原稿をもって出版社を回る。最後に持ち込んだ『りぼん』編集部の目にとまり、『りぼんコミック』1969年5月号掲載の「レフトアンドライト」でデビューする。1969年10月、上京し、杉並区下井草の四畳半のアパートに入居する。お風呂がなかったため、一駅隣りの鷺ノ宮に住んでいた同郷の大和和紀と忠津陽子と連絡を取り合って一緒に銭湯へ行っていたという。そこで一年少々過ごしたのち、阿佐谷の新築アパートに転居、上京してきた妹も同居するようになった。
1971年からりぼんにて連載開始された『アラベスク』は、少女漫画界初の本格バレエ漫画として人気を得た。同作については、編集部からは大和和紀のような絵をと指導され、その描き方では人気が出ないと説得されたが、自分の思うように描けないなら漫画を辞めると言いきって連載を開始し、初回アンケートで1位を獲得した。1972年秋には萩尾望都、竹宮惠子らと長期の海外旅行に出かけ、ソ連で本場のバレエを鑑賞してきた。
1974年から花とゆめに場を移して描かれた『アラベスク』第二部では、華麗なイラスト的表現を、また、少女である主人公が大人の女性へと成長する様子を描くなど、当時は前人未到であった手法やテーマを積極的に開拓していった。
妹が婚約したことにより同居生活を解消し、その後、千葉県の我孫子、ひばりが丘と転居、原稿締め切り前の追い込みではアシスタントが8人ほど来て騒がしくなるためアパート住まいでは限界を感じ、1979年に国分寺に2階建ての一軒家を新築する。
1980年、『LaLa』で代表作『日出処の天子』を連載開始する。主人公である聖徳太子が超能力及び霊能力者であり、また生育環境が原因の同性愛者であるという設定は当時センセーションを巻き起こした。1983年度第7回講談社漫画賞を受賞した。
2000年にダ・ヴィンチにて『アラベスク』から約30年ぶりとなるバレエ漫画『舞姫 テレプシコーラ』の連載を開始する。同作で2007年度第11回手塚治虫文化賞マンガ大賞受賞。2011年をもって連載終了した。
2011年ダ・ヴィンチにて『ケサラン・パサラン』の連載を開始、2012年10月号で終了した。2014年に『モーニング』にて、百年戦争を題材としたジャンヌ・ダルクを主人公とした『レベレーション（啓示）』の隔月連載を開始し、2020年10月に完結した。
2016年に弥生美術館にて展覧会「山岸凉子展 「光 －てらす－」 ―メタモルフォーゼの世界―」が開催された。翌年には京都国際マンガミュージアムでも開催された。2019年には生まれてから2歳まで過ごした北海道上砂川町でトークショーを開催した。
漫画の電子書籍版は発売されていなかったが、2021年10月4日にKADOKAWAと講談社から初めて発売されることになった。

## 作風
- オーブリー・ビアズリーよりも、むしろアルフォンス・ミュシャの様なふっくらとした線の豊満な女性描写に憧れていると語っている。
- 漫画はほとんど読んでいなかったが、高校2年の頃に白土三平の「カムイ伝」に影響を受け、漫画家になろうと決意する。白土の作品姿勢と美しいシャープな描線を目標にして漫画家になれるまでの苦しい4年間を頑張り抜いた。[20]。
- デビューから数作は編集部の意向で丸顔の可愛い絵柄であったが、1971年発表の「雨とコスモス」でがらっと変更したところ「野獣のような顔」と非常に不評であった[21]。水野英子は山岸との対談において、山岸の描く細い線は衝撃的であったと言い、「漫画史的に言うと、あれで手塚タッチから解放された」と述べている[22]
- 登場人物のセリフを納めるいわゆるふきだしを四角く独特のスタイルで描いている事も特徴的だが、当初は一般的な楕円タイプを用いていた。変えた理由は、文字数を見誤る事が多かったのが、四角にしたところ写植がスムーズに入り、具合がいいためにそうなったと語っている[23]。
- ホラー作品を数多く手がけ、クオリティの高さとその恐ろしさには定評がある。また、霊感モチーフを採り入れて運命や業の深さを追及する作品も多い。
- 造詣の深いギリシア神話の登場人物やストーリーをモチーフとして採り入れた作品が多いことから、安彦良和監督によるギリシア神話世界を舞台にしたアニメーション映画『アリオン』(1986年)では、安彦の依頼を受けオリンポスの神々の衣装デザインとキャラクターデザインの一部[注釈 1]を手がけた。
- 1972年の『ゲッシング・ゲーム』は、少女漫画雑誌初の男性同性愛の話である。

## 人物
- 作品を充実させるために、取材は徹底的に行う[24]。『舞姫 テレプシコーラ』第2部の執筆では、主人公が出場するローザンヌ国際バレエコンクールの主要な舞台であるスイス、ローザンヌへ4回取材旅行を行った[24]。
- 少女時代に習っていたバレエを40代で再開した[25]。
- 牛乳が大の苦手。
- 甘い物が苦手[26]。

## 作品リスト
|  | 連載作品 | 無色 | 単発・読み切り作品 |

### 中編・長編
| #  | 作品名                    | 掲載誌          | 発表年・掲載号                | 注記                         |
| -- | ------------------------- | --------------- | ----------------------------- | ---------------------------- |
| 1  | アラベスク                | りぼん          | 1971年10月号 - 1973年4月号    |                              |
| 2  | アラベスク 第二部         | 花とゆめ        | 1974年06月号 - 1975年22号     |                              |
| 3  | メタモルフォシス伝        | 花とゆめ        | 1976年10号 - 1976年20号       |                              |
| 4  | 妖精王                    | 花とゆめ        | 1977年09号 - 1978年21号       |                              |
| 5  | 日出処の天子              | LaLa            | 1980年04月号 - 1984年6月号    | 講談社漫画賞少女部門受賞     |
| 6  | ヤマトタケル              | ASUKA           | 1986年12月号 - 1987年7月号    | 原作：梅原猛                 |
| 7  | 封印                      | LaLa            | 1994年07月号 - 1995年7月号    | 後に『ツタンカーメン』と改題 |
| 8  | 鬼                        | comicトム       | 1995年10月号 - 1996年1月号    |                              |
| 9  | ツタンカーメン            | comicトム       | 1996年05月号 - 1997年4月号    |                              |
| 10 | 青青の時代                | comicトムプラス | 1998年05月号 - 2000年2月号    |                              |
| 11 | 白眼子                    | comicトムプラス | 2000年05月号 - 2000年9月号    |                              |
| 12 | 舞姫 テレプシコーラ       | ダ・ヴィンチ    | 2000年11月号 - 2006年11月号   |                              |
| 13 | 舞姫 テレプシコーラ 第2部 | ダ・ヴィンチ    | 2007年11月号 - 2010年10月号   | 2010年11月号に番外編掲載     |
| 14 | ヴィリ                    | ダ・ヴィンチ    | 2007年01月号 - 2007年9月号    |                              |
| 15 | ケサラン・パサラン        | ダ・ヴィンチ    | 2011年03月号 - 2012年10月号   |                              |
| 16 | レベレーション（啓示）    | モーニング      | 2015年4・5合併号 - 2020年48号 | 隔月連載                     |

### 短編
| #   | 作品名                        | 掲載誌                 | 発表年・掲載号                    | 収録   | 注記                                                                                            |
| --- | ----------------------------- | ---------------------- | --------------------------------- | ------ | ----------------------------------------------------------------------------------------------- |
| 1   | レフトアンドライト            | りぼんコミック         | 1969年05月号                      | 全集28 | デビュー作                                                                                      |
| 2   | あしたは青空                  | りぼんコミック         | 1969年07月号                      |        |                                                                                                 |
| 3   | あの子は天使                  | りぼんコミック         | 1969年08月号                      |        |                                                                                                 |
| 4   | ただいま試合中!               | りぼんコミック         | 1969年10月号                      |        |                                                                                                 |
| 5   | ミニミニ先生                  | りぼんコミック         | 1969年11月号                      |        |                                                                                                 |
| 6   | ハロー！ヤングヤング          | りぼんコミック         | 1969年12月号                      | 全集28 |                                                                                                 |
| 7   | 3・2・1・0!                   | りぼんコミック         | 1970年01月号                      | 全集28 |                                                                                                 |
| 8   | ミスめがねはお年ごろ          | りぼんコミック         | 1970年02月号                      | 全集32 |                                                                                                 |
| 9   | 春風にジャンプ                | りぼんコミック         | 1970年03月号                      |        |                                                                                                 |
| 10  | 春には青い芽が…               | りぼんコミック         | 1970年04月号                      |        |                                                                                                 |
| 11  | クッキーとレモンティー        | りぼんコミック         | 1970年05月号                      |        |                                                                                                 |
| 12  | 貝がらの恋                    | りぼんコミック         | 1970年05月号増刊                  |        |                                                                                                 |
| 13  | ブラボー！夏休み              | りぼんコミック         | 1970年07月号                      |        |                                                                                                 |
| 14  | ひまわり咲いた                | りぼん                 | 1970年07月号付録                  |        |                                                                                                 |
| 15  | 小さな鳩                      | りぼんコミック         | 1970年08月号                      |        |                                                                                                 |
| 16  | ラグリマ                      | りぼんコミック         | 1970年09月号                      | 全集28 |                                                                                                 |
| 17  | 栄光のグリーン・フィールド    | りぼんコミック         | 1970年10月号                      | 全集32 |                                                                                                 |
| 18  | 水の中の空                    | りぼん                 | 1970年10月号付録                  |        |                                                                                                 |
| 19  | シンフォニー第5番             | りぼんコミック         | 1970年11月号                      | 全集32 |                                                                                                 |
| 20  | 遠い賛美歌                    | りぼんコミック         | 1970年12月号                      |        |                                                                                                 |
| 21  | わたしはコウモリちゃん        | りぼんコミック         | 1971年01月号                      |        |                                                                                                 |
| 22  | 冬の旅                        | りぼん                 | 1971年01月号                      |        |                                                                                                 |
| 23  | 白い部屋のふたり              | りぼんコミック         | 1971年02月号                      | 全集28 | イタリア語版                                                                                    |
| 24  | ハロー！エブリボディ          | りぼん                 | 1971年04月号 - 6月号              |        |                                                                                                 |
| 25  | 雨とコスモス                  | りぼん                 | 1971年08月号                      |        |                                                                                                 |
| 26  | ネジの叫び                    | りぼん                 | 1971年09月号                      | 全集26 |                                                                                                 |
| 27  | 月の落葉                      | りぼん                 | 1972年04月号増刊                  |        |                                                                                                 |
| 28  | ゲッシング・ゲーム            | 別冊セブンティーン     | 1972年11月号                      | 全集25 |                                                                                                 |
| 29  | だれかが風の中で…             | 別冊セブンティーン     | 1973年01月号                      | 全集30 |                                                                                                 |
| 30  | 赤い髪の少年                  | 別冊セブンティーン     | 1973年05月号                      | 全集31 |                                                                                                 |
| 31  | 三色すみれ                    | りぼん                 | 1973年05月号                      | 全集30 |                                                                                                 |
| 32  | ゆうれい談                    | りぼん                 | 1973年06月号付録                  | 全集17 |                                                                                                 |
| 33  | バロッコ・コンチェルト        | ファニー               | 1973年09月号                      | 全集25 |                                                                                                 |
| 34  | ティンカー・ベル              | デラックスマーガレット | 1973年秋の号                      | 全集27 |                                                                                                 |
| 35  | わたしの人魚姫                | 別冊少女フレンド       | 1974年01月号                      | 全集26 |                                                                                                 |
| 36  | ねむれる森の…                 | なかよし               | 1974年03月号                      | 全集29 |                                                                                                 |
| 37  | 学園のムフフフ                | 別冊セブンティーン     | 1974年05月号                      | 全集31 |                                                                                                 |
| 38  | ル・コック                    | ティーニー             | 1974年05月号                      | 全集25 |                                                                                                 |
| 39  | ラプンツェル・ラプンツェル    | 別冊少女フレンド       | 1974年06月号                      | 全集29 |                                                                                                 |
| 40  | かぼちゃの馬車                | 月刊セブンティーン     | 1974年11月号                      | 全集31 |                                                                                                 |
| 41  | 幸福の王子                    | プリンセス             | 1975年01月号                      | 全集30 |                                                                                                 |
| 42  | グリーン・カーネーション      | 月刊セブンティーン     | 1976年01月号                      | 全集25 |                                                                                                 |
| 43  | クリスマス                    | プリンセス             | 1976年01月号                      | 全集27 |                                                                                                 |
| 44  | ひいなの埋葬                  | 花とゆめ               | 1976年06号                        | 全集32 |                                                                                                 |
| 45  | シュリンクス・パーン          | プリンセス             | 1976年05月号                      | 全集30 |                                                                                                 |
| 46  | 夏の寓話                      | 月刊セブンティーン     | 1976年08月号                      | 全集26 |                                                                                                 |
| 47  | 落窪物語                      | リリカ                 | 1976年10月号・11月号              | 全集32 |                                                                                                 |
| 48  | パニュキス                    | 花とゆめ               | 1976年24号・1977年1号             | 全集24 |                                                                                                 |
| 49  | アルゴー・ノート              | 月刊セブンティーン     | 1977年01月号                      | 全集25 |                                                                                                 |
| 50  | セイレーン                    | 花とゆめ               | 1977年03号                        |        |                                                                                                 |
| 51  | プペ・シモーヌ                | 花とゆめ               | 1977年03号                        |        |                                                                                                 |
| 52  | 愛天使                        | LaLa                   | 1977年03月号                      | 全集30 |                                                                                                 |
| 53  | 幻想曲                        | 月刊セブンティーン     | 1977年08月号                      | 全集24 |                                                                                                 |
| 54  | ドリーム                      | LaLa                   | 1978年2月号・3月号                | 全集23 |                                                                                                 |
| 55  | ウンディーネ                  | プチコミック           | 1978年10月号増刊                  | 全集23 |                                                                                                 |
| 56  | ハーピー                      | プチコミック           | 1978年12月号増刊                  | 全集23 |                                                                                                 |
| 57  | 天人唐草                      | 週刊少女コミック       | 1979年02号                        | 全集26 |                                                                                                 |
| 58  | キルケー                      | プチコミック           | 1979年2月号増刊                   | 全集24 |                                                                                                 |
| 59  | 黒のヘレネー                  | 花とゆめ               | 1979年11号                        | 全集31 |                                                                                                 |
| 60  | 雨の訪問者                    | 月刊セブンティーン     | 1979年07月号                      | 全集24 |                                                                                                 |
| 61  | グール                        | ペーパームーン         | 1979年18号                        | 全集31 |                                                                                                 |
| 62  | バンシー                      | LaLa                   | 1979年10月号                      | 全集29 |                                                                                                 |
| 63  | スピンクス                    | 花とゆめ               | 1979年20号                        | 全集27 |                                                                                                 |
| 64  | メデュウサ                    | 別冊奇想天外           | 1979年09号                        | 全集23 |                                                                                                 |
| 65  | 悪夢                          | マンガ少年             | 1980年05月号                      | 全集27 |                                                                                                 |
| 66  | 恐怖の甘い物一家              | ギャルズライフ         | 1980年10月号                      | 全集29 |                                                                                                 |
| 67  | ダフネー                      | プチフラワー           | 1981年冬の号                      | 全集29 |                                                                                                 |
| 68  | ストロベリー・ナイト・ナイト  | マンガ少年             | 1981年03月号                      | 全集26 |                                                                                                 |
| 69  | 狐女                          | フォアレディ           | 1981年04月号                      | 全集16 |                                                                                                 |
| 70  | あやかしの館                  | プチコミック           | 1981年06月号                      | 全集17 |                                                                                                 |
| 71  | さすらいのネーム作り          | プチコミック           | 1981年09月号                      | 全集32 |                                                                                                 |
| 72  | 籠の中の鳥                    | プチフラワー           | 1981年09月号                      | 全集16 |                                                                                                 |
| 73  | ある夜に                      | グレープフルーツ       | 1981年創刊号                      |        |                                                                                                 |
| 74  | 鬼来迎                        | デュオ                 | 1981年11月号                      | 全集16 |                                                                                                 |
| 75  | 化野の…                       | プチコミック           | 1982年01月号                      | 全集27 |                                                                                                 |
| 76  | 夜叉御前                      | プチコミック           | 1982年04月号                      | 全集16 |                                                                                                 |
| 77  | 八百比丘尼                    | プチフラワー           | 1982年09月号                      | 全集16 |                                                                                                 |
| 78  | あらら・内輪話                | 別冊LaLa               | 1982年夏の号                      | 全集32 |                                                                                                 |
| 79  | 汐の声                        | プチコミック           | 1982年11月号・12月号              | 全集17 |                                                                                                 |
| 80  | 青海波                        | グレープフルーツ       | 1982年7号                         |        |                                                                                                 |
| 81  | 読者からのゆうれい談          | バラエティ             | 1983年06月号 - 8月号              | 全集17 |                                                                                                 |
| 82  | 黄泉比良坂（よもつひらさか）  | ボニータ               | 1983年10月号                      |        |                                                                                                 |
| 83  | 海底（おぞこ）より            | ひとみDelluxe          | 1983年11月号                      |        |                                                                                                 |
| 84  | 副馬（そえうま）              | グレープフルーツ       | 1983年10号                        |        |                                                                                                 |
| 85  | 日出処の天子・楽屋裏          | LaLa                   | 1984年03月号                      |        |                                                                                                 |
| 86  | キメィラ                      | プチフラワー           | 1984年05月号                      |        |                                                                                                 |
| 87  | 千引きの石（いわ）            | ぶ〜け                 | 1984年09月号                      |        |                                                                                                 |
| 88  | 馬屋古女王                    | LaLa                   | 1984年11月号                      | 全集9  | 『日出処の天子』の続編。『LaLa』には全編掲載されず、後に『ASUKA』へ移籍のうえ全編掲載となった。 |
| 89  | 天鳥船（あめのとりふね）      | プチフラワー           | 1985年01月号                      |        |                                                                                                 |
| 90  | 海の魚鱗宮                    | プチフラワー           | 1985年04月号                      | 全集16 |                                                                                                 |
| 91  | 蛭子                          | プチフラワー           | 1985年07月号                      |        |                                                                                                 |
| 92  | 馬屋古女王                    | ASUKA                  | 1985年08月号・9月号               | 全集9  | 『LaLa』掲載作品の続編                                                                          |
| 93  | 蛇比礼                        | ぶ〜け                 | 1985年09月号                      |        |                                                                                                 |
| 94  | 時じくの香の木の実            | ASUKA                  | 1985年10月号                      |        |                                                                                                 |
| 95  | 常世長鳴鳥                    | グレープフルーツ       | 1985年21号                        |        |                                                                                                 |
| 96  | 神かくし                      | ASUKA                  | 1985年11月号 - 1986年1月号        | 全集9  |                                                                                                 |
| 97  | わたしの人形は良い人形        | ASUKA                  | 1986年2月号 - 4月号               |        |                                                                                                 |
| 98  | 水煙                          | ASUKA                  | 1986年05月号                      |        |                                                                                                 |
| 99  | 天沼矛                        | グレープフルーツ       | 1986年27号                        |        |                                                                                                 |
| 100 | 木花佐久夜毘売                | ASUKA                  | 1986年06月号                      |        |                                                                                                 |
| 101 | 流々草花                      | ASUKA                  | 1986年07月号                      | 全集21 |                                                                                                 |
| 102 | 月読                          | ASUKA                  | 1986年08月号                      |        |                                                                                                 |
| 103 | 星の素白き花束の…             | ASUKA                  | 1986年09月号                      |        |                                                                                                 |
| 104 | 瑠璃の爪                      | ASUKA                  | 1986年10月号                      |        |                                                                                                 |
| 105 | 鏡よ鏡…                       | ぶ〜け                 | 1986年10月号                      |        | 「星の運行」を改題                                                                              |
| 106 | 鳥向楽                        | ASUKA                  | 1986年11月号                      |        |                                                                                                 |
| 107 | 笛吹き童子                    | VIVA PRINCESS          | 1986年12月25日号                  |        |                                                                                                 |
| 108 | 月の絹                        | ASUKA                  | 1987年08月号                      |        |                                                                                                 |
| 109 | グリーン・フーズ Part1・Part2 | ASUKA                  | 1987年09月号・11月号              |        |                                                                                                 |
| 110 | コスモス                      | ASUKA                  | 1987年12月号                      |        |                                                                                                 |
| 111 | 奈落 タルタロス               | ASUKA                  | 1988年02月号                      |        |                                                                                                 |
| 112 | パエトーン                    | ASUKA                  | 1988年05月号                      |        | 潮出版社がウェブで無料公開している                                                              |
| 113 | 死者の家                      | ASUKA                  | 1988年08月号                      |        |                                                                                                 |
| 114 | 銀壷・金鎖                    | ASUKA                  | 1988年11月号                      |        |                                                                                                 |
| 115 | 夜の虹                        | ASUKA                  | 1989年02月号                      |        |                                                                                                 |
| 116 | 牧神の午後                    | ぶ〜け                 | 1989年11月号・12月号              |        |                                                                                                 |
| 117 | 蜃気楼                        | YOU-all                | 1990年vol.1                       |        |                                                                                                 |
| 118 | パイド・パイパー              | YOU-all                | 1990年vol.2                       |        |                                                                                                 |
| 119 | 二日月                        | ぶ〜け                 | 1990年08月号                      |        |                                                                                                 |
| 120 | もろもろの予告について        | ぶ〜け                 | 1990年09月号                      |        |                                                                                                 |
| 121 | 中東派兵について一言          | 別冊YOUNG YOU          | 1990年WINTER号                    |        |                                                                                                 |
| 122 | 顔の石                        | ぶ〜け                 | 1991年01月号                      |        |                                                                                                 |
| 123 | 朱雀門                        | 別冊プリンセス         | 1991年02月25日号                  |        |                                                                                                 |
| 124 | ブルー・ロージズ              | YOU-all                | 1991年vol.7                       |        |                                                                                                 |
| 125 | 負の暗示                      | YOU-all                | 1991年vol.8                       |        |                                                                                                 |
| 126 | 二口女                        | YOU-all                | 1992年vol.12                      |        |                                                                                                 |
| 127 | 月氷修羅                      | 別冊プリンセス         | 1992年05月25日号                  |        |                                                                                                 |
| 128 | 緘黙の底                      | YOU-SPECIAL            | 1992年No.1                        |        |                                                                                                 |
| 129 | 甕のぞきの色                  | 別冊プリンセス         | 1992年11月25日号・1993年2月25日号 |        |                                                                                                 |
| 130 | ゆうれいタクシー              | 眠れぬ夜の奇妙な話     | 1993年03月30日号                  |        |                                                                                                 |
| 131 | 貴船の道                      | セリエミステリー       | 1993年05月号                      |        |                                                                                                 |
| 132 | 蓮の糸                        | 別冊プリンセス         | 1993年05月25日号                  |        |                                                                                                 |
| 133 | 鬼子母神                      | ビッグゴールド         | 1993年07月号                      |        |                                                                                                 |
| 134 | 着道楽                        | 別冊プリンセス         | 1993年08月25日号                  |        |                                                                                                 |
| 135 | 肥長比売                      | comicトム              | 1993年10月号                      |        |                                                                                                 |
| 136 | タイムスリップ                | COMICアレ!             | 1993年11月20日号                  |        |                                                                                                 |
| 137 | 雨女                          | 眠れぬ夜の奇妙な話     | 1994年03月25日号                  |        |                                                                                                 |
| 138 | 黒鳥-ブラックスワン-          | セリエミステリー       | 1994年04月号                      |        |                                                                                                 |
| 139 | ハトシェプスト                | セリエミステリー       | 1995年10月号                      |        |                                                                                                 |
| 140 | 天使カード                    | セリエミステリー       | 1996年02月号                      |        |                                                                                                 |
| 141 | ハトシェプストII              | セリエミステリー       | 1996年04月号                      |        |                                                                                                 |
| 142 | メディア                      | Amie                   | 1997年03月号                      |        |                                                                                                 |
| 143 | イシス                        | comicトム              | 1997年06月号 - 8月号              |        |                                                                                                 |
| 144 | 押し入れ                      | Amie                   | 1997年11月号                      |        |                                                                                                 |
| 145 | 夜の馬                        | Amie                   | 1998年03月号                      |        |                                                                                                 |
| 146 | お散歩ネコちゃん              | メロディ               | 1999年10月号                      |        |                                                                                                 |
| 147 | 瀕死の発表会                  | ダ・ヴィンチ           | 2004年09月号                      |        |                                                                                                 |
| 148 | バレエ体験モロモロ            | クロワゼ               | 2007年vol.25                      |        |                                                                                                 |
| 149 | Ballet Studio拝見             | ダ・ヴィンチ           | 2007年11月号                      |        |                                                                                                 |
| 150 | 快談・怪談                    | BE・LOVE               | 2010年23号・24号                  |        |                                                                                                 |
| 151 | 猫・ねこ・ネコ                | Mei 冥 Vol.1           | 2012年                            |        |                                                                                                 |
| 152 | 言霊                          | BE・LOVE               | 2013年4号 - 6号                   |        |                                                                                                 |
| 153 | 艮（うしとら）                | モーニング             | 2014年2・3号 ‐ 6号                |        |                                                                                                 |
| 154 | ドラゴンメイド                | モーニング             | 2021年46号                        |        |                                                                                                 |

## 書籍

### 山岸凉子作品集
- 白泉社、1984年 - 1985年

1. 『日出処の天子 1』、1984年7月
2. 『日出処の天子 2』、1984年8月
3. 『日出処の天子 3』、1984年9月
4. 『日出処の天子 4』、1984年10月
5. 『日出処の天子 5』、1984年11月
6. 『日出処の天子 6』、1985年1月
7. 『スピンクス 傑作集1』、1984年7月
8. 『ティンカー・ベル 傑作集2』、1984年8月
9. 『黒のヘレネー 傑作集3』、1984年9月
10. 『夏の寓話 傑作集4』、1984年10月
11. 『籠の中の鳥 傑作集5』、1984年11月

### 山岸凉子全集
- 角川書店〈あすかコミックス・スペシャル〉、1986年 - 1988年

1. 『日出処の天子 1』
2. 『日出処の天子 2』
3. 『日出処の天子 3』
4. 『日出処の天子 4』
5. 『日出処の天子 5』
6. 『日出処の天子 6』
7. 『日出処の天子 7』
8. 『日出処の天子 8』
9. 『馬屋古女王』 (神かくし、神入り山 神かくし Part2 収録)
10. 『アラベスク第1部 1』
11. 『アラベスク第1部 2』
12. 『アラベスク第1部 3』
13. 『アラベスク第2部 1』
14. 『アラベスク第2部 2』
15. 『アラベスク第2部 3』
16. 『海の魚鱗宮』 (狐女、籠の中の鳥、鬼来迎、夜叉御前、八百比丘天 収録)
17. 『ゆうれい談』 (読者からのゆうれい談、あやかしの館、汐の声、対談・山岸凉子の幽霊譚 収録)
18. 『妖精王 1』
19. 『妖精王 2』
20. 『妖精王 3』
21. 『妖精王 4』（他に「流々草花」収録）
22. 『メタモルフォシス伝』
23. 『ドリーム』 (ウンディーネ、ハーピー、メデュウサ 収録)
24. 『パニュキス』 (キルケー、雨の訪問者、幻想曲 収録)
25. 『グリーン・カーネーション』 (ゲッシング・ゲーム、バロッコ・コンチェルト、ル・コック、アルゴー・ノート 収録)
26. 『天人唐草』 (ネジの叫び、わたしの人魚姫、夏の寓話、ストロベリー・ナイト・ナイト 収録)
27. 『クリスマス』 (ティンカー・ベル、スピンクス、悪夢、化野の… 収録)
28. 『レフトアンドライト』 (ハロー！ヤングヤング、 3・2・1・0!、ラグリマ、白い部屋のふたり 収録)
29. 『ダフネー』 (ねむれる森の…、ラプンツェル・ラプンツェル、バンシー、恐怖の甘い物一家 収録)
30. 『愛天使』 (三色すみれ、だれかが風の中で…、幸福の王子、シュリンクス・パーン 収録)
31. 『黒のヘレネー』 (セイレーン、グール、赤い髪の少年、かぼちゃの馬車、学園のムフフフ 収録)
32. 『ひいなの埋葬』 (ミスめがねはお年ごろ、シンフォニー第５番、栄光のグリーンフィールド、落窪物語、内輪話スペシャル(凉子のティー・タイム、トマトとアサリのむき身のスパゲティ、RYOKO YAMAGISHI IN SPIRAL SPACE、運動神経、さすらいのネーム作り) 収録)

### 山岸凉子スペシャルセレクション
- 潮出版社、2009年 - 2016年

1. 『わたしの人形は良い人形』、2009年、ISBN 978-4267905315
2. 『汐の声』、2010年、ISBN 978-4267905322
3. 『神かくし』、2010年、ISBN 978-4267905339
4. 『甕のぞきの色』、2010年、ISBN 978-4267905346
5. 『天人唐草』、2010年、ISBN 978-4267905353
6. 『夏の寓話』、2010年、ISBN 978-4267905360
7. 『常世長鳴鳥』、2010年、ISBN 978-4267905377
8. 『二日月』、2010年、ISBN 978-4267905384
9. 『鬼子母神』、2010年、ISBN 978-4267905391
10. 『ヤマトタケル』、2011年、ISBN 978-4267905407
11. 『妖精王 1』、2011年、ISBN 978-4267905681
12. 『妖精王 2』、2011年、ISBN 978-4267905698
13. 『妖精王 3』、2011年、ISBN 978-4267905704
14. 『メタモルフォシス伝』、2014年、ISBN 978-4267906060
15. 『青青の時代 1』、2016年、ISBN 978-4267906077
16. 『青青の時代 2』、2016年、ISBN 978-4267906084

### 長編・中編
（準備中）

### 短編集
- 『ひまわり咲いた 山岸凉子傑作集1』、集英社〈りぼんマスコットコミックス〉、1970年12月10日発行
「ひまわり咲いた」「クッキーとレモンティ」「ミニミニ先生」「レフトアンドライト」収録。
- 『ラグリマ 山岸凉子傑作集2』、集英社〈りぼんマスコットコミックス〉、1971年3月10日発行
「ラグリマ」「春には青い芽が…」「貝がらの恋」「3・2・1・0!」「あの子は天使」収録。
- 『白い部屋のふたり 山岸凉子傑作集3』、集英社〈りぼんマスコットコミックス〉、1973年9月10日発行
「白い部屋のふたり」「遠い賛美歌」「水の中の空」収録
- 『ティンカー・ベル』、朝日ソノラマ〈サンコミックス〉、1975年5月10日発行
「ティンカー・ベル」「ラプンツェル・ラプンツェル」「かぼちゃの馬車」「わたしの人魚姫」「ねむれる森の…」収録。
- 『白い部屋のふたり 山岸凉子傑作集』、白泉社〈花とゆめコミックス〉、1975年8月10日発行
- 『ひいなの埋葬 山岸凉子傑作集2』、白泉社〈花とゆめコミックス〉、1976年5月1日発行
「ひいなの埋葬」「幸福の王子」「三色すみれ」を収録。
- 『赤い髪の少年』、朝日ソノラマ〈サンコミックス〉、1976年7月1日発行
「ネジの叫び」「だれかが風の中で…」「赤い髪の少年」「学園のムフフフ」「クリスマス」収録。
- 『ひまわり咲いた 山岸凉子傑作集３』、白泉社〈花とゆめコミックス〉、1976年8月20日発行
- 『ラグリマ』、白泉社〈花とゆめコミックス〉、1976年12月20日発行
- 『セイレーン』、白泉社〈花とゆめコミックス〉、1977年5月1日発行
「セイレーン」「パニュキス」「愛天使」収録
- 『ゲッシング・ゲーム』、集英社〈セブンティーン・コミックス〉、1977年6月10日発行
「ゲッシング・ゲーム」「バロッコ・コンチェルト」「ル・コック」「グリーン・カーネーション」収録。
- 『シュリンクス・パーン』、主婦の友社〈ロマンコミック自選全集〉、1978年7月1日発行
「シュリンクス・パーン」「ラプンツェル・ラプンツェル」「貝がらの恋」「かぼちゃの馬車」「三色すみれ」「凉子 ないしょ話」収録
- 『ゆうれい談』、小学館〈セブンコミックス〉、1978年8月1日
- 『スピンクス』、白泉社〈花とゆめコミックス〉、1980年2月20日発行、ISBN 4592116402
- 『天人唐草』、朝日ソノラマ〈サンコミックス〉、1980年7月25日発行
「天人唐草」「キルケー」「夏の寓話」「悪夢」収録。
- 『狐女・天人唐草』、小学館、1981年
- 『ハーピー』、朝日ソノラマ〈サンコミックス〉、1981年6月30日発行、ISBN 4257916443
「ハーピー」「雨の訪問者」「ウンディーネ」「ストロベリー・ナイト・ナイト」収録。
- 『メデュウサ』、朝日ソノラマ〈サンコミックス〉、1982年6月
「鬼来迎」「籠の中の鳥」「恐怖の甘い物一家」「ダフネー」「メデュウサ」収録。
- 『あやかしの館』、小学館〈フラワーコミックス PS版 山岸凉子傑作集1〉、1983年2月
- 『黄泉比良坂』、秋田書店〈ボニータコミックス〉、1985年11月1日
- 『時じくの香の木の実』角川書店〈あすかコミックス〉、1987年2月17日発行、ISBN 4-04-924005-X
「常世長鳴鳥」「青海波」「副馬」「天沼矛」「水煙」「時じくの香の木の実」を収録。
- 『わたしの人形は良い人形』、角川書店〈あすかコミックス〉、1987年8月17日発行、ISBN 4-04-924021-1
「わたしの人形は良い人形」「黄泉比良坂」「星の素白き花束の」を収録。
- 『瑠璃の爪』、角川書店〈あすかコミックス〉、1987年6月17日発行、ISBN 4-04-924015-7
「瑠璃の爪」「鳥向楽」「海底より」「ある夜に」「木花佐久夜毘売」「あらら・内輪話」を収録。
- 『パエトーン』、角川書店〈あすかコミックス〉、1988年6月17日発行、
「グリーン・フーズ Part1」「グリーン・フーズ Part2」「キメィラ」「月の絹」「パエトーン」を収録。
- 『奈落 タルタロス』、角川書店〈あすかコミックス〉、1989年1月17日発行 ISBN 4-04-924082-3
「コスモス」「死者の家」「奈落 タルタロス」「銀壺・金鎖」「夜の虹」の5編を収録。
- 『鏡よ鏡…』、集英社〈ぶーけコミックスワイド版〉 、1990年5月1日
- 『鬼来迎 山岸凉子恐怖選 1』、朝日ソノラマ〈ハロウィン少女コミック館〉、1991年7月1日
- 『メデュウサ 山岸凉子恐怖選 2』、朝日ソノラマ〈ハロウィン少女コミック館〉、1991年8月
「メデュウサ」「ハーピー」「ダフネー」「ストロベリー・ナイト・ナイト」「恐怖の甘い物一家」収録。
- 『牧神の午後』、朝日ソノラマ、1991年12月1日
- 『パイド・パイパー』、集英社〈ユーコミックスデラックス〉、1992年2月26日発行、ISBN 4088622111
「パイド・パイパー」「蜃気楼」「負の暗示」収録。
- 『千引きの石 山岸凉子恐怖選 3』、朝日ソノラマ〈ハロウィン少女コミック館〉、1992年2月1日
- 『汐の声 山岸凉子恐怖選 4』、朝日ソノラマ〈ハロウィン少女コミック館〉1992年3月1Ⅰ
- 『笛吹き童子』、秋田書店〈プリンセスコミックス〉、1992年12月1日
- 『甕のぞきの色』、秋田書店〈プリンセスコミックス〉、1993年7月1日
- 『黒鳥-ブラックスワン-』、白泉社〈白泉社レディースコミックス〉、1995年7月1日
「黒鳥」「貴船の道」「緘黙の底」「鬼子母神」
- 『鬼』、潮出版社〈希望コミックス〉、1997年6月25日 ISBN 4-267-90303-4
「鬼」「肥長比売」収録
- 『押し入れ』、講談社〈AmieKC〉、1998年4月13日発行 ISBN 4-06-340015-8
「押し入れ」「夜の馬」「メディア」「雨女」「マイ ブーム」収録
- 『牧神の午後』、メディアファクトリー〈MFコミックス ダ・ヴィンチシリーズ〉 、2008年3月29日発行、ISBN 978-4040660257
「牧神の午後」「黒鳥 ブラックスワン」「瀕死の発表会」「Ballet Studio 拝見」「山岸凉子と行く『ローザンヌ国際バレエコンクール2007』珍道中記」を収録。
- 『押し入れ』、講談社〈KCデラックス〉、2009年3月23日、ISBN 978-4063756807
- 『言霊』、講談社〈KCデラックス〉、2013年、ISBN 978-4063768206
- 『艮』（うしとら）、講談社〈モーニングKC〉、2023年7月21日、ISBN 978-4065322116　　
「艮」「死神」「時計草」「ドラゴンメイド」を収録。

### 短編集（文庫サイズ）
- 『天人唐草』、文藝春秋〈文春文庫ビジュアル版〉、1994年3月10日発行、ISBN 978-4168110313
「天人唐草」「ハーピー」「狐女」「籠の中の鳥」「夏の寓話」を収録。解説：中島らも。
- 『夜叉御前』、文藝春秋〈文春文庫ビジュアル版〉、1994年3月10日発行、ISBN 978-4168110320
「時じくの香の木の実」「キルケー」「鬼来迎」「笛吹き童子」「海底より」「夜叉御前」を収録。解説：夢枕獏。
- 『月読』、文藝春秋〈文春文庫ビジュアル版〉、1996年8月10日発行、ISBN 978-4168110436
「天沼矛」「木花佐久夜毘売」「蛭子」「蛇比礼」「月読」「ウンディーネ」を収録。
- 『甕のぞきの色』、秋田書店〈秋田文庫〉、1997年2月10日発行、ISBN 978-4253172400
「甕のぞきの色」「蓮の糸」「二口女」「月氷修羅」「朱雀門」を収録。解説：高見恭子。
- 『わたしの人形は良い人形』、文藝春秋〈文春文庫ビジュアル版〉、1997年5月10日発行、ISBN 978-4168110443
「千引きの石」「汐の声」「ネジの叫び」「わたしの人形は良い人形」を収録。
- 『シュリンクス・パーン』、文藝春秋〈文春文庫ビジュアル版〉、1997年6月10日発行、ISBN 978-4168110450
「シュリンクス・パーン」「パニュキス」「パイド・パイパー」「グール（屍鬼）」「鏡よ鏡…」を収録。
- 『ハトシェプスト 古代エジプト王朝唯一人の女ファラオ』、文藝春秋〈文春文庫ビジュアル版〉、1998年6月10日発行、ISBN 4-16-811048-6
「ハトシェプスト Ⅰ」「ハトシェプスト Ⅱ」「キメィラ」「海の魚鱗宮」「スピンクス」を収録。
- 『神かくし』、秋田書店〈秋田文庫〉、1998年9月5日発行、ISBN 978-4253172462
「神かくし」「神入山（神かくしPART.2）」「負の暗示」「黄泉比良坂」「夜の虹」を収録。解説：木村奈保子。
- 『タイムスリップ』、文藝春秋〈文春文庫ビジュアル版〉、1999年1月10日発行、ISBN 978-4168110498
「天鳥船」「コスモス」「八百比丘尼」「蜃気楼」「悪夢」「タイムスリップ」を収録。
- 『黒鳥―ブラック・スワン』、白泉社〈白泉社文庫〉、1999年3月1日、ISBN 978-4592883296
- 『ブルー・ロージス』、文藝春秋〈文春文庫ビジュアル版〉、1999年11月10日発行、ISBN 978-4168110504
「パエトーン」「星の素白き花束の」「化野の…」「ブルー・ロージス」「銀壺・金鎖」「学園のムフフフ」を収録。
- 『ゆうれい談』、メディアファクトリー〈MF文庫〉、2002年8月1日、ISBN 978-4840106108
- 『鬼』、潮出版社〈潮漫画文庫〉、2002年、ISBN 978-4267016431
- 『イシス』、潮出版社〈潮漫画文庫〉、2003年5月22日、ISBN 978-4267016608
- 『パイド・パイパー』、メディアファクトリー〈MF文庫〉、2003年7月1日、ISBN 978-4840108263
- 『天人唐草』、文藝春秋〈文春文庫〉、2018年、ISBN 978-4167911492
- 『月読』、文藝春秋〈文春文庫〉、2019年、ISBN 978-4167912703
- 『自選作品集 ハトシェプスト 古代エジプト王朝唯一人の女ファラオ』、文藝春秋〈文春文庫〉、2020年2月10日発行、ISBN 978-4167914479
「ハトシェプスト Ⅰ」「ハトシェプスト Ⅱ」「イシス」を収録。他に「デビュー50周年 山岸凉子トークショー完全載録」。解説：岩下志麻。
- 『鬼子母神』 文藝春秋〈文春文庫〉、2022年、ISBN 978-4167918682